# Funaria submarginata
Funaria submarginata är en bladmossart som beskrevs av Brotherus 1903. Funaria submarginata ingår i släktet spåmossor, och familjen Funariaceae. Inga underarter finns listade i Catalogue of Life.